# 金融竞争性监管
金融竞争性监管（英文：Financial Competitive Supervision）是相对于传统金融风险性监管的监管模式，它是实现金融反垄断的重要手段，以金融反垄断制度为核心，以维护金融市场竞争为终极目标。

## 金融竞争性监管与竞争性金融监管
金融竞争性监管与竞争性金融监管有实质性的差异。竞争性金融监管是指金融监管当局之间存在着竞争或者博弈。例如：中国大陆至2012年6月为止的金融监管格局是中国人民银行、中国银行业监督管理委员会、中国证券监督管理委员会和中国保险监督管理委员会（即传统所称的“一行三会”）的分业监管，四家行政执法部门出于各自的法定职责而依法履职。但是，由于存在金融监管利益，所以，“一行三会”有时会出现竞争或者博弈。竞争性金融监管是监管套利出现的重要原因之一。